# Јаловишта у Србији
Јаловишта у Србији представљају велики проблем због површина која заузимају и утицаја на животну средину. Флотацијска јаловишта су највеће и најосетљивије депоније које се срећу у индустријској пракси а посебно код концентрације руда бакра што је пример Бора и Мајданпека у Србији. Најпознатије флотацијско јаловиште рудника у Мајданпеку, Ваља Фундата спада у брдско-планинска јаловишта и ограђује се хидроциклонираним насипом, а део користи природни терен као обод. Окружено је кречњацима на западу а у другом делу водонепропусним андезитима. Када су у питању руде олова и цинка најпознатије флотацијско јаловиште у Србији је рудник "Рудник" код Горњег Милановца. Налази се уз прометну саобраћајницу и спада у најризичније јаловиште у Србији за експлоатацију. Због тога су примењене мере управљања водом у јаловишту и контроле стања јаловишта.

## Опште о јаловиштима
Јаловиште представља локацију на којој се одлажу велике количине стенског материјала насталог услед деградације великих површина откопавањем (бушењем) у рударској индустрији. Материјал који се одлаже зове се јаловина чији састав може да садржи опасне хемикалије ( жива, арсен, олово, нуспродукте за производњу нафте, итд.). Други назив за јаловиште јесте депонија рударског отпада. Због различитости порекла тј. места настанка, јаловина не спада у индустријски отпад због различите економске моћи и опште важности рударских и компанија из других индустрија јер се општеобавезујуће законске норме за третирање рудничког и другог отпада разликују. Утицај експлоатације на животну средину је велики јер доводи до деградације великих површина, аерозагађења, загађивање земљишта и воде итд.
Негативан утицај јаловишта на животну средину је разнолик и дуготрајан. Укључује деградацију земљишта у виду ерозије, испуштања хемикалија што може резултирати угрожавањем здравља локалног становништва, аерозагађење у виду прашине и аеросола, контаминација површинских и подземних вода повећаном концентрацијом недозвољених материја, самозапаљења угља, клизишта итд.
Експлоатација минералних сировина може бити површинска, подземна и подводна. Због високих трошкова подземне и подводне, предност се даје површинској експлоатацији која је најисплативија код плитких и богатих лежишта. Уколико то није случај, површински копови постају дубљи и већи што захтева стварање великих количина откопаног материјала и већи простор за његово депоновање. Одлагалиште за јаловину може бити унутрашње (откопани простор) или спољно (ван граница површинског копа). За избор локације се разматра топографија терена, техничко-технолошки фактори, економски, климатски, организациони, социолошки и еколошки. За једну депонију рударског отпада је битно праћење развоја од момента њеног настајања до дугорочног мониторинга након затварања депоније.
Гранулометријски састав материјала на депонијама рударског отпада је разнолик. Може бити ситан песак и шљунак, а може достићи и блокове од неколико метара. Широк опсег у гранулометријском саставу омогућава бољу покретљивост воде и раствора што доводи до стварања киселих дренажних вода. Ова појава настаје због присуства сулфидних минерала (пирита) у одложеном материјалу. У комбинацији са водом догађају се оксидациони процеси који доводе до стварања загађене воде услед хемијских, биохемијских и електрохемијских реакција. Киселе дренажне воде су богате сулфатима, хлоридима и јонима тешких метала.
На крају свог животног века, након биолошке и техничке рекултивације, јаловишта могу бити претворена у голф терене, језера, простор за постављање великих плантажа соларних панела, њиве за пољопривреду, шуме и излетишта.

## Јаловишта Борског рудника

### Старо борско јаловиште
Најстарија локација за одлагање флотацијске јаловине Борских рудника је Старо флотацијско јаловиште. Налази се на самој граници са градом Бором. Састоји се од два мања базена која су формирана у долини Борске реке. Било је у употреби од 1933. до 1987. године. Јаловиште има површину од око 57 hа која је непокривена, а један мањи део је делимично рекултивисан (око 7 hа). Данас је ово флотацијско јаловиште суво и готово без вегетације. Због тога, емисија прашине са суве површине јаловишта, према граду Бору, представља озбиљан и очигледан еколошки проблем.
На старом флотацијском јаловишту Бор, пирит је најзаступљенији сулфидни минерал са укупним масеним уделом од 21,57%, док минерали јаловине имају масени удео 77%. Други метални сулфиди и оксиди су заступљени са кумулативним масеним уделом од 1,43%, од чега су 0,8 оксиди, а 0,63% сулфиди. Најзаступљенији минерали бакра су ковелин, халкопирит, енаргит, халкозин, борнит и тетраедрит. Заступљеност слободних зрна пирита је 90,9%, што указује на велику предиспозицију пирита да реагује у присуству воде и кисеоника, доводећи до закишељавања јаловине и настајања слободних гвожђе(III)-јона.

### Флотацијско јаловиште РТХ (RTH)
Флотацијско јаловиште РТХ (RTH) је у почетку грађено као дубински тип јаловишта у откопном простору површинског копа РТХ (RTH), затим је за надградњу коришћена радијална метода док се сада користи одступна метода. У флотацијско јаловиште РТХ (RTH), које је од 1985. године у раду, до је данас депоновано око 58,0 Mt, тј. око 41,3 Mm3 јаловине. По важећем пројекту као и по пројекту прераде шљаке у флотацији Бор, завршна кота брана и насипа на јаловишту РТХ (RTH) биће 378 mnv, тј. кота успона 372 mnv. Према динамици производње у флотацији Бор, планира се прерада од 0,65 Mt/год јамске руде и 1,08 Mt/год шљаке пламене пећи.

### Велики Кривељ
Флотацијско јаловиште Велики Кривељ је формирано у долини Кривељске реке, у непосредној близини рудника. Пројектовано је за пријем јаловине која се од постројења за флотирање транспортује цевоводом и каналима до бране. На самој брани се помоћу хидроциклона одваја у две класе – песак (крупна класа) и прелив (ситна класа). Песак се одлаже на брану, и на тај начин се плански и сукцесивно изграђује (надзиђује) брана, док се прелив циклона усмерава у акумулациони простор, ограничен браном и рељефом речне долине. Комплетни акумулациони простор флотацијског јаловишта Велики Кривељ је, са три бране, подељен у два поља. Два поља, заузимају укупно површину од око 226 hа, од чега поље 1 око 81 hа, а поље 2 око 145 hа.

### Северни и Јужни Планир
На јаловиштима рудника бакра Бор изведена је рекултивација: на једном делу коповског јаловишта "Високи планир" или Оштрељски планир (Јужни) од 1979. до 1998. године засађена су стабла више врста листопадног дрвећа, док на другом делу јаловишта није примењена рекултивација.
Највећа количина јаловине, око 150 милиона тона, одложена је на Високим планирима (Северни и Јужни). Процењен је садржај бакра од 0,15%, од чега 20% може да се представи као бакар у облику оксидних минерала, док су од сулфидних минерала присутни халкозин, ковелин и незнатан садржај халкопирита.
Генералне карактеристике земљишта флотацијског јаловишта рудника бакра Бор су лакши механички састав, деградирана структура, велика порозност и пропусност за воду, углавном низак садржај хумуса, доминација фулво киселина над хуминским киселинама, низак pH, велика хидролитичка и разменљива киселост земљишта и нижи капацитет катјонске измене, високе концентрације арсена (As) и бакра (Cu) и ниска микробиолошка активност.

## Јаловишта рудника у Мајданпеку

### Јужни ревир
Прве резерве руде бакра у Мајданпеку, у „Јужном ревиру“, утврђене су крајем 1953. године и тада су износиле 85 милиона тона руде са просечним садржајем бакра од 0,83 одсто. На источној страни површинског копа формирано је одлагалиште Ковеј. На западној страни површинског копа формирана су одлагалишта Андезитски прст и Бугарски поток. Одлагалиште Ујевац је формирано даље од површинских копова Јужни и Северни ревир, транспорт јаловине је трачним транспортом и може да прими јаловину са оба површинског копа у Мајданпеку. За сада нема коначне границе и не разматра се за рекултивацију. Одлагалишта јаловине се формирају на већ деградираним површинама и у индустријској зони.

### Северни ревир
Експлоатација другог површинског копа у Мајданпеку, „Северног ревира“, након пробне производње и „уходавања“ лежишта, почела је 14. децембра 1983. године. До 1993. године тамо је откопавана само руда бакра, а те године почело је и откопавање руде цинка и олова. На површинском копу „Северни ревир“ радило се на три радилишта. Прва руда дата је са лежишта „Централни део“ 1989. године. Радови на полиметаличној руди, на радилишту „Тенка“, почели су у мају 1993. године и трајали су само два месеца. Производња је тамо обновљена 1999. године и поново обустављена две године касније због ниске цене цинка и олова у то време. На радилишту „Долови“ експлоатација порфирске руде почела је јула 1996. године, а прве количине бакра одатле дате су 1999. године.

### Ваља Фундата
Флотацијско јаловиште Ваља Фундата, изграђено 1961. године, формирано је у природној долини потока Ваља Фундата. Јаловиште припада групи брдско - планинских јаловишта. У сагласности са конфигурацијом терена део јаловишта се описује хидроциклонираним насипима, а део користи природни терен као обод.

### Чока Мускал
На простору Чока Мускала и југоисточном ободу Јужног ревира налазе се реликти некада знатно распрострањене оксидационе зоне. Карактеристика зоне оксидације је да у њој преовлађују једињења богата кисеоником. У овој зони главни минерал је лимонит, а подређено се јављају и азурит, малахит, самородни бакар, церусит, смитсонит, јарузит, куприт, злато и сребро. Зона Чока Мускал се налази између флотације РБМ-а и површинског копа Јужни ревир. У морфолошком погледу простор Чока Мускала представља благу зараван.

## Јаловиште Велики Мајдан
Велики Мајдан је рудник олова и цинка који се налази у Љубовији, у Србији. Од педесетих година 20. века, па све до почетка 2000-их, рудник је несметано радио, када је зауставио производњу и прераду руде због поплавом оштећене бране флотацијског јаловишта, која је угрожавала здравље становништва и реку Дрину. Наредних година се јавило неколико неуспешних покушаја санирања бране, па је услед тога 2006. године покренут стечајни поступак над рудником. Исте године је рудник Велики Мајдан купила компанија Минеко Лимитед (Mineco Limited) која и данас води рудник са руским партнерима.
Јаловиште рудника олова и цинка Велики Мајдан захвата површину од 8,595 м2, са процењеном количином јаловине од 1,900.000 t. Према гранулометријском саставу, на јаловишту доминира алевритски песак и песковити алеврит. Од тешких метала су у различитим концентрацијама констатовани Pb (4,660-1,305 ppm), Zn (3,420-1,730 ppm), Cu (278-198 ppm), Cr (40-28 ppm), Co (22-4 ppm), Ni (171-160 ppm), Sb (0.4-0.1 ppm), Sn (1.3-0.5 ppm), As (245-89 ppm), Hg (0.3-0.2 ppm) и Fe (13.9-8.1%). У околном земљишту утврђени су повећани садржаји Cu, Cd, Co и Fe. У водама узводно од оба јаловишта нису утврђене токсичне концентрације тешких метала.

## Јаловишта рудника Грот

### Благодат
Флотацијско јаловиште рудника Благодат налази се у непосредној близини Криве Феје. Јаловиште је формирано на почетку седамдесетих година, а са његовим пуњењем је практично започето 1974. године. Процењене количине одложеног материјала су око 500 Mt. Флотацијско јаловиште је активно и долинског је типа. Минерали који су идентификовани на флотацијском јаловишту су: кварц, фелдспати, хлорити, лискуни, калцит, сидерит и хематит.

### Мусуљ
Јаловиште Мусуљ се налази у махали Кекеринци. Карактерише га комбинована рудничка и флотацијска јаловина заостала са почетка прошлог века. Токсичан материјал се са необезбеђене депоније спира у Црну реку. Овакво загађивање реке која припада сливу Пчиње траје већ стотину година. На флотираном јаловинском материјалу који се налази у биолошком вакууму, јасно су видљива бела исцветавања која указују на велику концентрацију тешких метала.
Јаловиште Мусуљ-Кекеринци захвата површину 6,628m2. Према гранулометријском саставу, јаловински материјал спада у шљунковити муљ, песковити алеврит и алеврит. У водама низводно од јаловишта констатоване су концентрације Cu, Zn, Cd, Pb и Fe изнад максимално дозвољених садржаја у водама. Концентрације узводно су у дозвољеним концентрацијама.

## Јаловишта рудника "Рудник"

### Флотацијско јаловиште "Рудник"
Флотацијско јаловиште рудника Рудник представља брдски тип јаловишта. Налази се у непосредној близини постројења за припрему минералних сировина. Флотацијско постројење је у употреби од 1953. године, када је и изграђена прва брана за одлагање јаловине. Од тада је изграђено још осам брана, а изградња девете је започета током 1970. године. Половином 2010. године количина јаловине је била 8,7 Mt јаловине. Тренутна депонија обезбеђује несметан рад за наредних 30 година. Просечан хемијски садржај елемената у јаловини је: Ag – 11.6 g/t; Al – 1.34 ppm; As – 563 ppm; Bi – 45 g/t; Ca – 5.84%; Cd – 20.8 ppm; Cu – 0.1055%; Fe – 6.73%; Na – 0.03%; Pb – 0.10%; S – 2.66% и Zn – 0.31%.
Брана флотацијског јаловишта је пројектована за хиљадугодишње воде и способна је да издржи земљотрес од девет степени Рихтерове скале. У предузећу “Рудник” месечно се преради чак 24.000 тона руде, а након млевења руде и издвајања метала у погону флотације, остатак се одлаже у јаловиште. Језеро површине 30 хектара које деценијама прихвата јаловину из рудничке флотације налази се у подножју планине, одвојено од реке и Ибарске магистрале високом браном. Хемијске супстанце се једине и таложе, а вода се пречишћава и пушта у Руднички поток.

### Злокућански поток
Јаловиште рудника олова и цинка ,,Рудник” лоцирано је низводно од флотације, али је развојем дошло непосредно уз магистрални пут Београд - Горњи Милановац (Ибарска магистрала”). Експлоатација јаловишта је започела је 1953. када је флотација почела са радом.
Јаловиште Злокућански поток настало је преграђивањем истоименог потока. У окружењу јаловишта је пољопривредно земљиште које се интензивно обрађује. Флотацијско јаловиште је активно, а начин транспорта јаловине је путем хидроциклона.